# Paso de Álica
Paso de Álica är en ort i Mexiko.   Den ligger i kommunen Del Nayar och delstaten Nayarit, i den centrala delen av landet, 600 km väster om huvudstaden Mexico City. Paso de Álica ligger 344 meter över havet och antalet invånare är 205.
Terrängen runt Paso de Álica är kuperad västerut, men österut är den bergig. Runt Paso de Álica är det mycket glesbefolkat, med 3 invånare per kvadratkilometer. Närmaste större samhälle är El Buruato, 15,9 km söder om Paso de Álica. I omgivningarna runt Paso de Álica växer huvudsakligen savannskog.